# Brian Marshall
 (mars 2021).
Si vous disposez d'ouvrages ou d'articles de référence ou si vous connaissez des sites web de qualité traitant du thème abordé ici, merci de compléter l'article en donnant les références utiles à sa vérifiabilité et en les liant à la section « Notes et références ».
Brian Marshall est né le 22 avril 1973 à Fort Walton Beach, en Floride. Il commence sa carrière musicale en jouant de la batterie de son père. Puis son père décide de lui acheter une basse. Il cite Steve Harris, John Entwistle, Geddy Lee, Justin Chancellor, et Doug Pinnick comme influences principales. Grâce à son style de jeu, il acquiert rapidement le surnom de "The Sloth" (en français : le paresseux).

## Carrière

### Creed
Après avoir été recruté dans le groupe en tant que membre à part entière par Scott Stapp et Mark Tremonti, Marshall propose le nom Creed, dont il fera partie jusqu’en 2000, lorsque des problèmes personnels avec le chanteur Scott Stapp l'amènent à quitter le groupe. Marshall demeure cependant silencieux sur cette question et ne précise pas la raison de son départ. Pour le troisième album de Creed, Weathered, le guitariste Mark Tremonti joue de la basse et Brett Hestla joue de la basse lors des concerts.

### Alter Bridge
Quand ces projets ont commencé à décoller, Tremonti puis l'ancien batteur de Creed, Scott Phillips, demandent à Marshall de rejoindre un nouveau groupe. Après avoir nommé le nouveau groupe Alter Bridge, Tremonti contacte Myles Kennedy, ancien membre de The Mayfield Four afin d'être le chanteur du groupe. Alter Bridge est officiellement formé en janvier 2004 et a sorti son premier album, One Day Remains, en août de cette année, suivi de Blackbird en octobre 2007. Un album intitulé AB III est lancé en octobre 2010.

## Vie personnelle
Marshall détient un baccalauréat en architecture d'intérieur de la Florida State University, qu'il a obtenu en 1995. Il vit actuellement à Fort Walton Beach en Floride, avec sa femme Melanie et leur fils Cooper. En dehors de sa carrière musicale, il travaille en tant qu'agent immobilier à Fort Walton Beach et Destin en Floride.

## Discographie
Creed
- My Own Prison (1997)
- Human Clay (1999)
- Full Circle (2009)

Alter Bridge
- One Day Remains (2004)
- Blackbird (2007)
- Live from Amsterdam (2009)
- AB III (2010)
- Fortress (2013)
- The Last Hero (2016)
- Walk the Sky (2019)
- Pawns & Kings (2022)